# Giovanni Battista Rubini
Giovanni Battista Rubini (ur. 7 kwietnia 1794, zm. 3 marca 1854) – włoski tenor. W swoich czasach był sławny tak wielce, jak Enrico Caruso w swoich. Jego donośny, pełen ekspresji i koloratury w najwyższym rejestrze głosu tenorino, inspirował twórców ról operowych. Jako śpiewak Rubini był głównym przedstawicielem stylu romantycznego Vincenzo Belliniego oraz Gaetana Donizettiego. Rubini pozostał w pamięci jako nadzwyczajny śpiewak bel canto, jeden z najbardziej znanych śpiewaków w Europie w latach 30. i 40. XIX w.

## Kariera
Rubini urodził się w Romano di Lombardia, karierę muzyczną rozpoczął w wieku dwunastu lat jako skrzypek, w Teatro Riccardi w Bergamo. Po raz pierwszy jako śpiewak wystąpił w 1814 w Pawii w Le lagrime d'una vedova Pietro Generaliego. Po dziesięciu latach w Neapolu (1815-1831), podczas których odnosił również spektakularne sukcesy w Paryżu (1825-26), w operach Gioacchino Rossiniego, wyjechał na stałe do Paryża. Występował tam w operach Rossiniego - Kopciuszek, Otello i La donna del lago, dzieląc czas pomiędzy Paryżem (jesień i zima) oraz Londynem (wiosna). Jego specjale relacje z Vincenzo Bellinim rozpoczęły się z Bianca e Gernando (1826) i kontynuowały do I puritani (1835). Karierę zakończył w roku 1845.
Zmarł w domu rodzinnym w Romano w 1854.